# Luke Davison
Luke Davison (Sydney, 8 maggio 1990) è un ex pistard e ciclista su strada australiano, due volte campione del mondo di inseguimento a squadre, nel 2014 e 2016.

## Palmarès

### Pista
- 2007

Campionati australiani, Velocità a squadre Junior (con Paul Fellows e Peter Lewis)
- 2008

Campionati australiani, Omnium Junior
Campionati australiani, Americana Junior (con Aaron Donnelly)
Campionati del mondo, Inseguimento a squadre Junior (con Rohan Dennis, Luke Durbridge e Thomas Palmer)
Campionati del mondo, Americana Junior (con Thomas Palmer)
Campionati del mondo, Omnium Junior
- 2012

Campionati oceaniani, Inseguimento a squadre (con Alexander Morgan, Mitchell Mulhern e Miles Scotson)
Campionati oceaniani, Americana (con Alexander Edmondson)
Campionati oceaniani, Omnium
- 2013

Campionati australiani, Inseguimento a squadre (con Alexander Edmondson, Glenn O'Shea e Miles Scotson)
Campionati australiani, Scratch
Campionati oceaniani, Omnium
2ª prova Coppa del mondo 2013-2014, Inseguimento a squadre (Aguascalientes, con Alexander Edmondson, Alexander Morgan, Mitchell Mulhern e Glenn O'Shea)
2ª prova Coppa del mondo 2013-2014, Omnium (Aguascalientes)
- 2014

Campionati australiani, Inseguimento a squadre (con Jack Bobridge, Alexander Edmondson e Glenn O'Shea)
Campionati australiani, Americana (con Alexander Edmondson)
Campionati del mondo, Inseguimento a squadre (con Alexander Edmondson, Mitchell Mulhern, Glenn O'Shea e Miles Scotson)
Giochi del Commonwealth, Inseguimento a squadre (con Jack Bobridge, Alexander Edmondson e Glenn O'Shea)
- 2015

2ª prova Coppa del mondo 2015-2016, Inseguimento a squadre (Cambridge, con Jack Bobridge, Alexander Edmondson e Michael Hepburn)
- 2016

Campionati australiani, Chilometro a cronometro
Campionati del mondo, Inseguimento a squadre (con Michael Hepburn, Callum Scotson, Miles Scotson, Sam Welsford e Alexander Porter)

### Strada
- 2012 (Team Budget Forklifts, dodici vittorie)

1ª tappa Tour of Gippsland (San Remo)
2ª tappa Tour of Gippsland (Phillip Island)
4ª tappa Tour of Gippsland (Morwell > Yinnar)
9ª tappa Tour of Gippsland (Paynesville)
2ª tappa Tour of the Great South Coast (Portland > Nelson)
8ª tappa Tour of the Great South Coast (Koroit > Peterborough)
1ª tappa Tour of the Murray River (Yarrawonga)
6ª tappa Tour of the Murray River (Moama)
8ª tappa Tour of the Murray River (Kerang)
12ª tappa Tour of the Murray River (Balranald)
Classifica generale Tour of the Murray River
2ª tappa Goulburn-Sydney (Goulburn > Camden)
- 2013 (Drapac Cycling, due vittorie)

2ª tappa Herald Sun Tour (Mitchelton Winery > Healesville)
3ª tappa Tour of the Murray River (Swan Hill > Quambatook)
- 2014 (Synergy Baku Cycling Project, una vittoria)

Omloop der Kempen

## Piazzamenti

### Competizioni mondiali
- Campionati del mondo su pista

Città del Capo 2008 - Inseguimento a squadre Junior: vincitore
Città del Capo 2008 - Americana Junior: vincitore
Città del Capo 2008 - Omnium Junior: vincitore
Minsk 2013 - Scratch: 3º
Cali 2014 - Inseguimento a squadre: vincitore
Cali 2014 - Omnium: 13º
Saint-Quentin-en-Yvelines 2015 - Inseguimento a squadre: 3º
Londra 2016 - Inseguimento a squadre: vincitore